# Týr (band)
Denne artikel er om musikgruppen Týr; for andre betydninger af ordet, se Tyr.
Týr er et færøsk band, der spiller musik inspireret både af heavy metal og af (fortrinsvis gammel nordisk) folkemusik. Týr havde tidligere kontrakt med det færøske pladeselskab Tutl, men i 2006 skrev de kontrakt med det østrigske selskab Napalm Records.
De er blevet karakteriseret som det ene af Færøernes"to mest succesfulde metalband".
Deres tekser omhandler stor set udelukkende vikinger, nordisk mytologi og vikingernes historie, og har taget navnet efter krigsguden Tyr fra den nordiske religion.

## Bandets historie
Týr begyndte i januar 1998, da forsanger Heri Joensen til en fest i København mødte sin gamle bandkammerat fra Færøerne Kári Streymoy. Joensen foreslog, at de skulle mødes og jamme lidt igen, og efter et stykke tid fik de følgeskab af nok en gammel medspiller, bassisten Gunnar H. Thomsen, der fuldendte trioen.
De begyndte snart at skabe deres egen musik, der i høj grad var inspireret af traditionel færøsk musik og nordisk mytologi, men også af bands som Iron Maiden og Dream Theater. Navnet tog de fra den nordiske krigsgud Tyr og fra albummet med samme navn af Black Sabbath.
Heri og Gunnar havde i deres teenageår på Færøerne spillet sammen i et tidligere band ved navn Cruiser, hvor Kári også en kort overgang havde spillet med. Dette band ændrede senere navn til Wolfgang. Ingen af de to bands udgav nogen album, omend Wolfgang bestod indtil 1997, længe nok til at indspille en række sange, som – ifølge Heri – er "stort set klare til at udgives"

## Musikalsk stil
Týr er kendt for deres vikingeinspirerede musik, som også har givet dem betegnelsen som "viking metal". De har indspillet coverversioner af flere oldnordiske viser og kvad, deriblandt det færøske "Ormurin langi", det færøske Sigurdskvad og den oldnordiske vise om Ramund hin Unge – sidstnævnte i øvrigt på gøtudanskt.
Týrs selvkomponerede musik, som hovedsageligt skrives af forsanger Heri Joensen, bærer generelt et stærkt progressivt islæt, med komplekse strukturer og alternative tempi.

## Medlemmer
Der har været en del udskiftning i gruppens sammensætning i årenes løb. Sanger Pól Arni Holm og guitarist Jón Joensen (Heris bror) var med i bandet, medens de indspillede det første album How Far to Asgaard, men forlod bandet efter albummets udgivelse. Efterfølgende kom Terji Skibenæs til som erstatning på guitar og en kort overgang deltog Karis bror, Allan Streymoy, på vokal – han nåede bl.a. at være med til at udgive singlen Ólavur Riddararós. Efter at Allan forlod bandet, overtog Heri rollen som forsanger, og bandet fik dermed det nuværende lineup, der også udgav den hidtil største succes, albummet Eric the Red.
Efterfølgende forlod Terji Skibenæs for en stund bandet, der i stedet fik følgeskab af den islandske guitarisk Ottó P. Arnarson, men efter nogen tid vendte Terji tilbage og bandet fik igen sin klassiske sammensætning.
I 2013 meddelte Týr, at Kári Streymoy pga. en rygskade ikke var medlem af gruppen mere. Efterfølgende havde Týr en gæstetrommespiller på CD-en Valkyrja, hvorefter det sidst i 2013 blev meddelt, at Amon Djurhuus havde påtaget sig rollen som det nye 4. medlem i gruppen. Dette er dog ikke første gang, at Amon er med, fordi i 2008 afløste han Kári på det års turneer i Nordamerika og Europa.

### Nuværende medlemmer
- Heri Joensen – guitar, forsanger (1998–nu)
- Gunnar H. Thomsen – bas, baggrundsvokal (1998–nu)
- Tadeusz Rieckmann – trommer (2016–nu)
- Hans Hammer – guitar (2021–nu)

### Former members
- Jón Joensen – guitar, forsanger (1998–2000)
- Pól Arni Holm – forsanger  (1998–2002)
- Allan Streymoy – forsanger  (2002)
- Ottó P. Arnarson – guitars (2004)
- Kári Streymoy – trommer (1998–2013)
- Amon Djurhuus – trommer (2014–2016)
- Terji Skibenæs – guitar, baggrundsvokal  (2001–2018)
- Attila Vörös – guitar (2018–2020)

## Diskografi
- Demo - EP (Efteråret 2000)
- How Far To Asgaard (januar 2002)
- Ólavur Riddararós - EP (oktober 2002)
- Eric the Red (27. juni, 2003)
  - Genudgivet d. 24. marts, 2006 med ekstranumrene "God of War" og "Hail to the Hammer" – begge fra Týrs tidligste demo-plade
- Ragnarok (22. september, 2006)
- Land (30. maj, 2008)
- By the Light of the Northern Star (29. maj, 2009)
- The Lay of Thrym (27. maj, 2011)
- Valkyrja (13. september 2013)
- Hel (2019)
- Battle Ballads (2024)

### EP'er og demoer
- Demo (2000)
- Ólavur Riddararós (2002)

### Compilation albums
- Tutl 25 ár – Live 2002 (bidrog med "Sand in the Wind") (2002, live)
- The Realm of Napalm Records (CD/DVD) (på DVD, nr. 17 "Regin Smiður" og nr. 18 "Hail to the Hammer"; på CD spor 13 "Regin Smiður") (2006)
- Black Sails Over Europe (2009, splitalbum med Alestorm og Heidevolk)
- The Best of the Napalm Years (2024)

### Livealbums
- A Night at the Nordic House (2022)

### Videoer
- "Hail to the Hammer" (2002)
- "Ormurin Langi" (2002)
- "Regin Smiður" (2003)
- "Sinklars Vísa" (2008)
- "Hold the Heathen Hammer High" (2009)
- "Flames of the Free" (2011)
- "Blood of Heroes" (2013)
- "The Lay of Our Love" (2014)
- "Sunset Shore" (2019)
- "Ragnars Kvæði" (2019)
- "Axes" (2024)
- "Hammered" (2024)
- "Dragons Never Die" (2024)